# Zapora Ennepe
Zapora Ennepe (niem. Ennepetalsperre) – zapora wodna położona w południowo-zachodniej części miasta Breckerfeld w powiecie Ennepe-Ruhr, ok. 5 km na północny wschód od Radevormwald i 7 km na zachód od Schalksmühle, w kraju związkowym Nadrenia Północna-Westfalia w Niemczech.

## Historia
Została zbudowana w latach 1902–1904. Powierzchnia zbiornika wody wynosi 103 hektary, a pojemność 12,6 mln m³. Zapora służy przede wszystkim do pozyskiwania wody pitnej, ale także przy niskich stanach, do wyrównywania poziomu wody rzeki Ruhry i wytwarzania energii elektrycznej. Początkowo zapora zaopatrywała w wodę gospodarstwa rolne i liczne wówczas kuźnice w dolinie Ennepe.
W nocy z 16 na 17 maja 1943 roku zapora była jednym z celów brytyjskiej operacji wojskowej „Chastise” polegającej na zbombardowaniu niemieckich zapór na rzekach w Zagłębiu Ruhry specjalnie w tym celu skonstruowanymi tzw. „skaczącymi bombami”. Zapora Ennepe nie została jednak uszkodzona.

## Opis
Kamienna ściana zapory Ennepe, została zbudowana według projektu Otto Intze w 1904 roku. Ma wysokość ok. 51 metrów przy długości korony 320 metrów i szerokości 4,5 metra. Zapora została podwyższona o około 10 metrów w latach 1909–1912. Zwiększyło to pojemność z 10,3 mln m³ do 12,6 mln m³ wody. 
Po przejęciu zapory w 1997 roku przez Ruhrverband (pol. Związek Ruhry) zaporę wyremontowano. W tym samym czasie utworzono przejście kontrolne przez fundament ściany oporowej, mające służyć odprowadzaniu wód podziemnych. Po naprawie korona zapory została zamknięta dla ruchu, dozwolonego wcześniej. 

## Dzisiaj
Od początku 2006 roku na zaporze funkcjonuje niewielka elektrownia wodna. Turbina przepływowa ma maksymalną przepustowość 1,4 m³/s. Średnia roczna produkcja energii, która przesyłana jest do sieci elektrycznej, wynosi 1,4 mln kWh. Operatorem elektrowni wodnej jest Lister-Lenne-Kraftwerke GmbH, spółka zależna związku Ruhrverband.